# Thunbergia verdcourtii
Thunbergia verdcourtii är en akantusväxtart som beskrevs av Vollesen. Thunbergia verdcourtii ingår i släktet thunbergior, och familjen akantusväxter. Inga underarter finns listade i Catalogue of Life.